# Cyryl Syrotyński
Cyryl Syrotyński (ur. 1769, zm. 1831), duchowny greckokatolicki, w 1823 mianowany biskupem pińsko-turowskim, konsekrowany na biskupa 2 września 1825 przez biskupa Jozafata Bułhaka. W latach 1827–1828 administrował eparchią łucko-ostrogską. W 1828 po skasowaniu eparchii łuckiej został przeniesiony do Kolegium Duchownego w Petersburgu.